# Nekrolog 3. Quartal 1949
Nekrolog
◄◄
| ◄
| 1945
| 1946
| 1947
| 1948
| 1949 | 1950 | 1951 | 1952 | 1953 | ► | ►►
1. Quartal |
2. Quartal |
3. Quartal |
4. Quartal 1949
Weitere Ereignisse | Allgemeiner Nekrolog 1949
Die Beschreibung der verstorbenen Person sollte so kurz wie möglich gehalten sein und nur deren signifikante Tätigkeit(en) enthalten.
Neue Namen ggf. auch unter dem Geburts- und Sterbedatum, also etwa unter 1. Januar und im Geburts- und Sterbejahr (2024) eintragen (nur bei entsprechender großer Wichtigkeit). Für Beispiele siehe die schon vorhandenen Artikel.
Außerdem über die fünf zuletzt Verstorbenen, zu denen es einen ausreichend guten Artikel für eine Präsentation auf der Hauptseite gibt, nach der todesbedingten Überarbeitung der Artikel ggf. auch unter Wikipedia Diskussion:Hauptseite informieren und sie am besten auch in den anderen Wikipedia-Sprachversionen eintragen. Tipp: Regelmäßig bei news.google.de nach „ist tot“, „gestorben“ oder „verstorben“ suchen.
Wenn eine Person gestorben ist, gibt es viele Seiten zu dieser Person in der Wikipedia, die davon auch betroffen sind und entsprechend aktualisiert werden müssen. Beispiele: Namenübersichtsseite, Geburtsjahr, Geburtsort-Seiten und viele mehr.
Wie finde ich die betroffenen Seiten?
Im Suchfeld auf der linken Seite gibt man den Suchbegriff so ein: „Vorname Nachname“. Dann klickt man auf Volltext und alle Seiten mit entsprechendem Suchtext werden aufgerufen. Hier sieht man dann schnell, wo auch das Todesjahr Sinn macht oder sogar ein Teil des Artikels angepasst werden muss. Auch hilft das „Werkzeug“ auf der linken Seite sehr gut, um solche Seiten aufzufinden: „Links auf diese Seite“. Somit ist die Wikipedia wieder aktuell in allen Bereichen! Hinweis: bei Eintragung der Kategorie „Gestorben JAHR“ wird der Missbrauchsfilter 49 ausgelöst, was jedoch nicht schlimm ist. Siehe: Spezial:Missbrauchsfilter/49
Dies ist eine Liste von im dritten Quartal 1949 verstorbenen bekannten Persönlichkeiten. Die Einträge erfolgen innerhalb der einzelnen Daten alphabetisch sortiert. Tiere sind im Nekrolog für Tiere zu finden.

## Juli
| Tag      | Name                                  | Beruf, bekannt als                                                                        | Alter | Beleg |
| -------- | ------------------------------------- | ----------------------------------------------------------------------------------------- | ----- | ----- |
| 1. Juli  | Georg Wilsdorf                        | deutscher Diplomlandwirt, Tierzuchtdirektor und Fachbuchautor                             | 78    |       |
| 2. Juli  | Georgi Dimitroff                      | bulgarischer Politiker, Kommunist                                                         | 67    |       |
| 2. Juli  | Justinian Frisch                      | österreichischer Journalist und Übersetzer                                                | 69    |       |
| 2. Juli  | Bud Scott                             | US-amerikanischer Jazzmusiker (Gitarre, Banjo, Gesang) des Traditional Jazz               | 59    |       |
| 3. Juli  | Friedrich Ablass                      | deutscher Politiker (DDP, FDP) und Widerstandskämpfer                                     | 54    |       |
| 3. Juli  | Petrus Gernert                        | deutscher römisch-katholischer Ordensmann, Missionar und Märtyrer                         | 67    |       |
| 3. Juli  | Hans Jacob                            | deutscher Straßenbahnbeamter und Politiker (NSDAP), MdR                                   | 64    |       |
| 3. Juli  | Johannes Knubel                       | deutscher Bildhauer und Hochschullehrer                                                   | 72    |       |
| 3. Juli  | Franz Nöpl                            | deutscher katholischer Priester                                                           | 92    |       |
| 3. Juli  | Mary Elizabeth Richmond               | neuseeländische Lehrerin, Autorin und Initiatorin der Kindergarten-Bewegung in Neuseeland | 95    |       |
| 4. Juli  | Mehmet Ağa-Oğlu                       | türkischer Kunsthistoriker                                                                | 52    |       |
| 4. Juli  | François Brandt                       | niederländischer Ruderer                                                                  | 74    |       |
| 4. Juli  | Gustav Gold                           | böhmisch-österreichischer Komponist, Filmkomponist, Arrangeur und Kapellmeister           | 78    |       |
| 4. Juli  | István Herczeg                        | ungarischer Turner                                                                        | 61    |       |
| 4. Juli  | Adolf Lüchinger                       | Schweizer Politiker (SP)                                                                  | 55    |       |
| 4. Juli  | Alice Wosikowski                      | deutsche Politikerin (SPD, KPD), MdHB                                                     | 62    |       |
| 5. Juli  | Rodolfo González Pacheco              | argentinischer Anarchist, Journalist und Schriftsteller                                   | 66    |       |
| 5. Juli  | Arthur Linker                         | deutscher Ingenieur und Hochschullehrer                                                   | 75    |       |
| 5. Juli  | Fridolin Mück                         | österreichischer Politiker (CSP), Landtagsabgeordneter                                    | 73    |       |
| 5. Juli  | Carl Ronning                          | deutscher Kaufmann und Bremer Kaffeeröster                                                | 85    |       |
| 5. Juli  | Léon Gaston Seurat                    | französischer Zoologe und Parasitologe                                                    | 77    |       |
| 5. Juli  | Wilhelm Tengelmann                    | deutscher Unternehmer, Bergassessor, NS-Funktionär                                        | 48    |       |
| 6. Juli  | Bartholomäus Fersterer                | österreichischer Politiker, Landtagsabgeordneter, Mitglied des Bundesrates                | 67    |       |
| 6. Juli  | Viktor von Heeren                     | deutscher Diplomat, Jurist und Offizier; Gesandter in Madrid, Prag und Belgrad            | 67    |       |
| 6. Juli  | Hermann Weil                          | deutscher Opernsänger des Stimmfaches Bariton                                             | 72    |       |
| 7. Juli  | Siegfried Boxer                       | österreichisch-US-amerikanischer Gynäkologe, Primararzt und NS-Verfolgter                 | 71    |       |
| 7. Juli  | Paul Deegener                         | deutscher Zoologe und Entomologe                                                          | 74    |       |
| 7. Juli  | Henry F. Hollis                       | US-amerikanischer Politiker                                                               | 79    |       |
| 7. Juli  | Bunk Johnson                          | US-amerikanischer Trompeter                                                               | 69    |       |
| 8. Juli  | Frederick C. Loofbourow               | US-amerikanischer Politiker                                                               | 75    |       |
| 8. Juli  | Hugh Meade                            | US-amerikanischer Politiker                                                               | 42    |       |
| 8. Juli  | Antun Sa'ada                          | libanesischer Politiker                                                                   | 45    |       |
| 8. Juli  | Hans H. Zerlett                       | deutscher Drehbuchautor und Regisseur                                                     | 56    |       |
| 9. Juli  | Fritz Hart                            | englischer Komponist und Dirigent                                                         | 75    |       |
| 9. Juli  | Frank Johnston                        | kanadischer Maler und Kunstlehrer                                                         | 61    |       |
| 9. Juli  | Elliot Woolfolk Major                 | US-amerikanischer Politiker                                                               | 84    |       |
| 9. Juli  | Hans Schloeder                        | deutscher Journalist und Politiker (BCSV, CDU)                                            | 72    |       |
| 9. Juli  | Fritz Stricker                        | deutscher Politiker (Zentrum), MdL und Journalist                                         | 52    |       |
| 10. Juli | Camillo Wiethe                        | österreichischer Hals-Nasen-Ohren-Arzt                                                    | 60    |       |
| 11. Juli | Arminio Janner                        | Schweizer Hochschullehrer und Publizist                                                   | 63    |       |
| 11. Juli | Beauford H. Jester                    | US-amerikanischer Politiker                                                               | 56    |       |
| 11. Juli | Eleonore Lorenz                       | deutsche Schriftstellerin                                                                 | 54    |       |
| 11. Juli | Danny Polo                            | US-amerikanischer Klarinettist und Saxophonist (Alt- und Tenorsaxophon) des Swing         | 47    |       |
| 11. Juli | Josef Emil Schneckendorf              | deutscher Künstler                                                                        | 83    |       |
| 11. Juli | Tanabe Moritake                       | Generalleutnant der kaiserlich japanischen Armee                                          | 60    |       |
| 11. Juli | Arthur von Ungern-Sternberg           | deutscher Theologe und evangelisch-lutherischer Superintendent                            | 64    |       |
| 11. Juli | Barton Kyle Yount                     | US-amerikanischer Generalleutnant der US Army Air Forces                                  | 65    |       |
| 12. Juli | Elsa Bernstein                        | deutsche Schriftstellerin und Theaterdichterin                                            | 82    |       |
| 12. Juli | Rowland Biffen                        | britischer Botaniker, Mykologe und Genetiker                                              | 75    |       |
| 12. Juli | Heinz Dotterweich                     | deutscher Zoologe                                                                         | 44    |       |
| 12. Juli | Arthur Hughes                         | britischer Ordensgeistlicher, römisch-katholischer Erzbischof und vatikanischer Diplomat  | 46    |       |
| 12. Juli | Douglas Hyde                          | irischer Schriftsteller und Staatspräsident                                               | 89    |       |
| 12. Juli | Hubert Renfro Knickerbocker           | US-amerikanischer Journalist, Publizist und Pulitzerpreisträger                           | 51    |       |
| 12. Juli | Theobald Thier                        | Generalmajor der Polizei sowie SS- und Polizeiführer                                      | 52    |       |
| 13. Juli | Teun Beijnen                          | niederländischer Ruderer                                                                  | 50    |       |
| 13. Juli | Frank Joseph Gerard Dorsey            | US-amerikanischer Politiker                                                               | 58    |       |
| 13. Juli | Walt Kuhn                             | US-amerikanischer Maler, Cartoonist und Lithograf                                         | 71    |       |
| 13. Juli | Harald Madsen                         | dänischer Schauspieler                                                                    | 58    |       |
| 13. Juli | Walther Wadehn                        | deutscher Generalmajor der Luftwaffe im Zweiten Weltkrieg                                 | 52    |       |
| 14. Juli | Cäsar von Arx                         | Schweizer Dramatiker                                                                      | 54    |       |
| 14. Juli | Max Gerber                            | Schweizer reformierter Geistlicher und Journalist                                         | 62    |       |
| 14. Juli | Waldemar Oehlke                       | deutscher Germanist und Literaturhistoriker                                               | 70    |       |
| 14. Juli | Amédée Tremblay                       | kanadischer Organist, Komponist und Musikpädagoge                                         | 73    |       |
| 14. Juli | Gottlieb Unger                        | österreichischer Politiker (SPÖ), Landtagsabgeordneter                                    | 50    |       |
| 15. Juli | Eddie DeLange                         | US-amerikanischer Songwriter und Musiker                                                  | 45    |       |
| 15. Juli | Fritz Krischen                        | deutscher Bauforscher und Archäologe                                                      | 67    |       |
| 16. Juli | Wjatscheslaw Iwanowitsch Iwanow       | russischer Philologe, Dichter und Autor                                                   | 83    |       |
| 17. Juli | Hans L’Arronge                        | deutscher Schriftsteller                                                                  | 75    |       |
| 17. Juli | Miel Mundt                            | niederländischer Fußballspieler                                                           | 69    |       |
| 18. Juli | Bernhard Hoetger                      | deutscher Bildhauer, Maler und Kunsthandwerker des Expressionismus                        | 75    |       |
| 18. Juli | Vítězslav Novák                       | tschechoslowakischer Komponist und Dirigent                                               | 78    |       |
| 19. Juli | Amalie Konsa                          | estnische Schauspielerin und Sängerin                                                     | 76    |       |
| 19. Juli | Frank Murphy                          | US-amerikanischer Jurist und Politiker                                                    | 59    |       |
| 19. Juli | Max Valentiner                        | deutscher Marineoffizier und U-Bootkommandant im Ersten Weltkrieg                         | 65    |       |
| 20. Juli | Ludwig Hagenauer                      | deutscher Jurist und Politiker (CSU), bayerischer Staatsminister                          | 66    |       |
| 20. Juli | Ramón Montoya                         | spanischer Flamenco-Komponist und Flamenco-Gitarrist                                      | 68    |       |
| 21. Juli | Edgar D. Bush                         | US-amerikanischer Politiker                                                               | 76    |       |
| 21. Juli | Paula Philippson                      | deutsche Religionswissenschaftlerin                                                       | 75    |       |
| 22. Juli | Anton Höfer                           | österreichisch-ungarischer General und k.k. Minister                                      | 78    |       |
| 22. Juli | Ernst Poensgen                        | deutscher Großindustrieller                                                               | 77    |       |
| 22. Juli | Ernst Preczang                        | deutscher Autor                                                                           | 79    |       |
| 22. Juli | Allen Whitty                          | britischer Sportschütze und Offizier                                                      | 82    |       |
| 23. Juli | Peter Purves Smith                    | australischer Maler und Buchautor                                                         | 37    |       |
| 24. Juli | Anton Müller-Wischin                  | deutscher Porträt- und Blumenmaler                                                        | 83    |       |
| 24. Juli | Nils Östensson                        | schwedischer Skilangläufer                                                                | 31    |       |
| 24. Juli | Johann Quick                          | deutscher Politiker (CDU)                                                                 | 55    |       |
| 24. Juli | Konstanty Skirmunt                    | polnischer Politiker, Diplomat und Außenminister                                          | 82    |       |
| 24. Juli | Georg Steinbauer                      | bayerischer Generalmajor                                                                  | 84    |       |
| 25. Juli | Benedikt Kreutz                       | deutscher katholischer Geistlicher, zweiter Präsident des Deutschen Caritasverbandes      | 70    |       |
| 25. Juli | Petr Křička                           | tschechischer Gelehrter, Bibliothekar, Dichter, Kinderbuchautor und Übersetzer            | 64    |       |
| 25. Juli | Nakajima Tetsuzō                      | japanischer Generalleutnant und stellvertretender Generalstabschef                        | 62    |       |
| 25. Juli | Alfred Rehder                         | deutsch-amerikanischer Botaniker                                                          | 85    |       |
| 26. Juli | Linda Arvidson                        | US-amerikanische Bühnen- und Filmschauspielerin                                           | 65    |       |
| 26. Juli | Julius Maria Becker                   | deutscher Dramatiker und Lyriker                                                          | 62    |       |
| 26. Juli | Robert Dexter Conrad                  | US-amerikanischer Marineoffizier                                                          | 44    |       |
| 26. Juli | Brigitte Frauendorf                   | deutsches Todesopfer der Diktatur in der DDR                                              | 11    |       |
| 26. Juli | Otto von Mendelssohn Bartholdy        | deutscher Bankier und Industrieller                                                       | 81    |       |
| 26. Juli | Archibald E. Olpp                     | US-amerikanischer Politiker                                                               | 67    |       |
| 26. Juli | Friedrich Wilhelm Theilengerdes       | deutscher Polizist                                                                        | 54    |       |
| 27. Juli | Georgina Brackenbury                  | englisch-britische Künstlerin und Suffragette                                             | 84    |       |
| 27. Juli | Vince Dundee                          | US-amerikanischer Boxer italienischer Herkunft                                            | 41    |       |
| 27. Juli | Andreas Strickner                     | österreichischer Maler                                                                    | 85    |       |
| 28. Juli | Ernst Bücken                          | deutscher Musikwissenschaftler                                                            | 65    |       |
| 28. Juli | Minna Faßhauer                        | deutsche Politikerin und Revolutionärin                                                   | 73    |       |
| 28. Juli | Franz Hoth                            | deutscher SD-Mitarbeiter, SS-Führer und Kriegsverbrecher                                  | 39    |       |
| 28. Juli | Marie Luise Marschall von Bieberstein | Gründerin des evangelischen Frauenverbandes in Baden                                      | 87    |       |
| 28. Juli | Traugott Konstantin Oesterreich       | deutscher Religionsphilosoph und Psychologe                                               | 68    |       |
| 29. Juli | Alice Everett                         | irisch-britische Astronomin und Mathematikerin                                            | 84    |       |
| 29. Juli | Latino Galasso                        | italienischer Ruderer                                                                     | 50    |       |
| 29. Juli | József Koszta                         | ungarischer Maler                                                                         | 88    |       |
| 29. Juli | Iu Pascual i Rodés                    | spanischer Maler und Kunstpädagoge                                                        | 65    |       |
| 30. Juli | Stojan Danew                          | bulgarischer Politiker und Ministerpräsident                                              | 91    |       |
| 30. Juli | Henrik Galeen                         | Drehbuchautor, Regisseur und Filmschauspieler                                             | 68    |       |
| 30. Juli | Richard Koch                          | Arzt, Medizinhistoriker und Medizintheoretiker                                            | 66    |       |
| 30. Juli | Lorenz Conrad Peters                  | deutscher Autor im nordfriesischen Sprachraum und Studienrat                              | 64    |       |
| 31. Juli | Gordon Balfour                        | kanadischer Ruderer                                                                       | 66    |       |
| 31. Juli | John Ehringhaus                       | US-amerikanischer Politiker                                                               | 67    |       |
| 31. Juli | Albert Rehm                           | deutscher Klassischer Philologe                                                           | 77    |       |
| 31. Juli | Johannes Reuschle                     | deutscher Turner                                                                          | 59    |       |

## August
| Tag        | Name                                | Beruf, bekannt als                                                                                     | Alter | Beleg |
| ---------- | ----------------------------------- | --- | ----- | ----- |
| 1. August  | Una Pope-Hennessy                   | englische Übersetzerin, Sachbuchautorin und Biografin                                                  | 74    |       |
| 1. August  | Gustav Zimmermann                   | deutscher Politiker (SPD), MdL, MdPR                                                                   | 60    |       |
| 2. August  | Arnold Büscher                      | deutscher KZ-Kommandant im KZ Plaszow                                                                  | 49    |       |
| 2. August  | Margarete von Gottschall            | deutsche Schriftstellerin                                                                              | 79    |       |
| 2. August  | Hermann Grab                        | österreichischer Schriftsteller und Musiker                                                            | 46    |       |
| 2. August  | Paul Kleinschmidt                   | deutscher Maler                                                                                        | 66    |       |
| 2. August  | Franz Joseph Ross                   | Landtagsabgeordneter Volksstaat Hessen                                                                 | 67    |       |
| 2. August  | Julius Schwarz                      | deutscher Gewerkschafter und Politiker (SPD, SPS), MdL                                                 | 69    |       |
| 3. August  | Oskar Grether                       | deutscher evangelischer Theologe und Hochschullehrer                                                   | 46    |       |
| 3. August  | Slavko Grum                         | slowenischer Dramatiker und Prosaist                                                                   | 48    |       |
| 3. August  | Ignotus                             | ungarischer Schriftsteller, Dichter, Journalist und Übersetzer                                         | 79    |       |
| 3. August  | Henry Keller                        | US-amerikanischer Maler und Kunstlehrer                                                                | 80    |       |
| 3. August  | Rudolf Kötzschke                    | deutscher Historiker                                                                                   | 82    |       |
| 3. August  | Markus Metzger                      | deutscher römisch-katholischer Ordensmann, Missionar und Märtyrer                                      | 70    |       |
| 5. August  | Hans Bitterlich                     | österreichischer Bildhauer                                                                             | 89    |       |
| 5. August  | Victor Bourret                      | französischer General                                                                                  | 71    |       |
| 5. August  | Louis Colas                         | französischer Automobilrennfahrer                                                                      | 61    |       |
| 5. August  | Ernest Fourneau                     | französischer Chemiker und Pharmakologe                                                                | 76    |       |
| 5. August  | Gaetano Paternó di Manchi di Bilici | italienischer Diplomat                                                                                 | 69    |       |
| 5. August  | Wilhelm Roloff                      | deutscher Pneumologe und Tuberkuloseforscher                                                           | 50    |       |
| 6. August  | Karl Ahorner                        | österreichisch-deutscher Politiker (NSDAP), MdR                                                        | 59    |       |
| 6. August  | Wilhelm Haenlein                    | deutscher Weinkaufmann und Mitglied des Provinziallandtages der Provinz Hessen-Nassau                  | 73    |       |
| 6. August  | Jakob Labhart                       | Schweizer Offizier                                                                                     | 68    |       |
| 6. August  | David Taylor                        | schottischer Fußballspieler                                                                            | 65    |       |
| 7. August  | Christian Blome                     | deutscher Tabakarbeiter und Politiker                                                                  | 88    |       |
| 7. August  | Richard Friesicke                   | deutscher Ruderer                                                                                      | 66    |       |
| 7. August  | Percy Newberry                      | britischer Ägyptologe und Botaniker                                                                    | 81    |       |
| 8. August  | Franz Bielefeld                     | deutscher Politiker (Zentrum), MdR, MdL                                                                | 69    |       |
| 8. August  | Jan Korejs                          | tschechoslowakischer Stabhochspringer                                                                  | 42    |       |
| 8. August  | Otto Lauffer                        | deutscher Volkskundler und Kulturhistoriker                                                            | 75    |       |
| 8. August  | Frederick McCracken                 | britischer Generalleutnant                                                                             | 89    |       |
| 8. August  | Iwan Maximowitsch Poddubny          | russischer Ringer                                                                                      | 77    |       |
| 8. August  | Joaquín Torres García               | uruguayischer Maler                                                                                    | 75    |       |
| 8. August  | Richard Watney                      | britischer Automobilrennfahrer und Geschäftsführer von Lagonda                                         | 44    |       |
| 9. August  | Gustavus M. Blech                   | US-amerikanischer Chirurg und Hochschullehrer                                                          | 78    |       |
| 9. August  | Harry Davenport                     | US-amerikanischer Schauspieler                                                                         | 83    |       |
| 9. August  | Lewis Hodous                        | amerikanischer Missionar, Sinologe und Buddhologe                                                      | 76    |       |
| 9. August  | Dontscho Kostow                     | bulgarischer Genetiker                                                                                 | 52    |       |
| 9. August  | Gustav Rutz                         | deutscher Bildhauer                                                                                    | 91    |       |
| 10. August | Homer Burton Adkins                 | US-amerikanischer Chemiker                                                                             | 57    |       |
| 10. August | Walter Gamerith                     | österreichischer Maler und Fotograf                                                                    | 45    |       |
| 10. August | John Haigh                          | britischer Serienmörder                                                                                | 40    |       |
| 10. August | Johann Reif                         | österreichischer Politiker (SPÖ), Landtagsabgeordneter                                                 | 62    |       |
| 11. August | Kurt Beringer                       | deutscher Neurologe, Psychiater und Hochschullehrer                                                    | 56    |       |
| 11. August | Richard Bratusch                    | österreichischer Richter und Justizminister                                                            | 88    |       |
| 11. August | Alexander Lorey                     | deutscher Röntgenologe und Hochschullehrer                                                             | 69    |       |
| 11. August | Maurice Tornay                      | schweizerischer Augustiner-Chorherr und Märtyrer im Tibet                                              | 38    |       |
| 11. August | Karl Weigl                          | österreichisch-US-amerikanischer Komponist                                                             | 68    |       |
| 12. August | René Boulanger                      | französischer Turner                                                                                   | 54    |       |
| 12. August | Max Helas                           | deutscher Maler und Restaurator                                                                        | 73    |       |
| 12. August | Hans Kaufmann                       | deutscher Maler und Illustrator                                                                        | 86    |       |
| 12. August | Edmund Picard                       | deutscher Geologe und Paläontologe                                                                     | 73    |       |
| 12. August | Al Shean                            | US-amerikanisch-deutscher Komödiant                                                                    | 81    |       |
| 13. August | Rudolf de Guehery                   | deutscher Jurist und höherer sächsischer Staatsbeamter                                                 | 66    |       |
| 13. August | Uno Holmberg-Harva                  | finnischer protestantischer Theologe, Religionshistoriker, Ethnograph, Ethnosoziologe und Volkskundler | 66    |       |
| 13. August | Carl Romer                          | deutscher Gärtnereibesitzer                                                                            | 77    |       |
| 14. August | Muhsin al-Barazi                    | syrischer Rechtsanwalt, Akademiker und Politiker                                                       |       |       |
| 14. August | Husni az-Za'im                      | syrischer Militär und Politiker zur Zeit der Syrischen Republik                                        |       |       |
| 15. August | Willibald Besta                     | deutscher Kunstmaler und Grafiker                                                                      | 62    |       |
| 15. August | August Blepp                        | deutscher Kirchenmaler                                                                                 | 64    |       |
| 15. August | Ishiwara Kanji                      | General der kaiserlich japanischen Armee                                                               | 60    |       |
| 15. August | Eduard Jungbluth                    | deutscher Bildhauer                                                                                    | 81    |       |
| 16. August | Luigi Lavazza                       | italienischer Unternehmer                                                                              | 90    |       |
| 16. August | John Lemmoné                        | australischer Komponist, Flötist und Musikmanager                                                      | 88    |       |
| 16. August | Margaret Mitchell                   | US-amerikanische Schriftstellerin                                                                      | 48    |       |
| 16. August | Otto Steinbrinck                    | deutscher Marineoffizier, Industrieller und Angeklagter im Nürnberger Flick-Prozess                    | 60    |       |
| 16. August | Tom Wintringham                     | britischer Militärhistoriker, Politiker und Journalist                                                 | 51    |       |
| 16. August | Rudolf Schulz-Dornburg              | deutscher Dirigent                                                                                     | 58    |       |
| 17. August | Sophie von Arnim                    | deutsche Schriftstellerin                                                                              | 73    |       |
| 17. August | Josef Becker                        | deutscher Bibliothekar                                                                                 | 66    |       |
| 17. August | Rudolf Stadelmann                   | deutscher Historiker und Hochschullehrer                                                               | 47    |       |
| 18. August | Reimar Kuntze                       | deutscher Kameramann                                                                                   | 47    |       |
| 18. August | Paul Mares                          | amerikanischer Jazzmusiker                                                                             | 49    |       |
| 18. August | Paul Peikert                        | deutscher Geistlicher, Priester des Erzbistums Breslau                                                 | 64    |       |
| 18. August | József Viola                        | ungarischer Fußballspieler und -trainer                                                                | 53    |       |
| 19. August | Charles Bioche                      | französischer Mathematiker und Mathematikpädagoge                                                      | 89    |       |
| 19. August | Oswald Gottfried                    | deutscher Landschafts- und Porträtmaler                                                                | 80    |       |
| 19. August | Cecil Boden Kloss                   | britischer Zoologe                                                                                     | 72    |       |
| 19. August | Adolf Lantz                         | österreichischer Theaterleiter, -regisseur und Drehbuchautor                                           | 66    |       |
| 19. August | Rudolf Karl Lüneburg                | deutscher Mathematiker und Physiker                                                                    | 46    |       |
| 19. August | Michael Niederkirchner              | deutscher Metallarbeiter und Gewerkschaftsgründer                                                      | 66    |       |
| 20. August | Louis Nelson Delisle                | US-amerikanischer Jazz-Klarinettist des New Orleans Jazz                                               | 64    |       |
| 20. August | Ludwig Halberstädter                | Radiologe und Onkologe                                                                                 | 72    |       |
| 21. August | Gerhard von Keußler                 | deutscher Komponist, Dirigent und Musikschriftsteller                                                  | 75    |       |
| 21. August | Walter Luetgebrune                  | deutscher SA-Führer                                                                                    | 70    |       |
| 22. August | Amado Aguirre Santiago              | mexikanischer Offizier und Politiker                                                                   | 86    |       |
| 22. August | Edmond Jaloux                       | französischer Schriftsteller und Literaturkritiker                                                     | 71    |       |
| 22. August | Adolf Petersen                      | preußischer Postbeamter, Lokalpolitiker und Heimatforscher                                             | 75    |       |
| 22. August | Heinrich Schumacher                 | deutscher katholischer Priester und Theologe, später Universitätsprofessor und Buchautor in USA        | 66    |       |
| 22. August | Joseph Wittig                       | deutscher Theologe, Schriftsteller und Heimatforscher                                                  | 70    |       |
| 23. August | Klaudius Bojunga                    | deutscher Germanist und Schulleiter der Schillerschule (Frankfurt am Main)                             | 82    |       |
| 23. August | Helen Candee                        | US-amerikanische Schriftstellerin und Journalistin                                                     | 90    |       |
| 23. August | Domingo Díaz Arosemena              | 23. Staatspräsident von Panama                                                                         | 74    |       |
| 23. August | Richard Erfurth                     | deutscher Pädagoge und Heimatschriftsteller                                                            | 80    |       |
| 23. August | Herbert Greenfield                  | kanadischer Politiker                                                                                  | 79    |       |
| 23. August | Victor Higgins                      | US-amerikanischer Maler                                                                                | 65    |       |
| 23. August | Otto Hoyer                          | deutscher Kaufmann und Kommunalpolitiker                                                               | 65    |       |
| 23. August | Paul Wiegler                        | deutscher Schriftsteller und Übersetzer                                                                | 70    |       |
| 24. August | John William Dunne                  | britischer Flugzeugpionier                                                                             | 73    |       |
| 24. August | Hermann Klugkist Hesse              | deutscher Theologe                                                                                     | 64    |       |
| 24. August | Walther Kahle                       | deutscher Lehrer und Fachautor für Zoologie                                                            | 70    |       |
| 24. August | Karl Riedel                         | deutscher Richter und Politiker (DVP)                                                                  | 66    |       |
| 25. August | Charles Otto Blagden                | britischer Orientalist und Sprachwissenschaftler, mit besonderen Kenntnissen über Britisch-Malaya      | 84    |       |
| 25. August | Rudolf Holzinger                    | österreichischer Maler                                                                                 | 51    |       |
| 26. August | Theodor Barth                       | Schweizer Maler, Grafiker, Zeichner und Illustrator                                                    | 74    |       |
| 26. August | Hans Hoffmann                       | deutscher Tenor und Musikdirektor                                                                      | 47    |       |
| 27. August | Abdulkerim Abbas                    | uigurischer Führer in Xinjiang, Republik China                                                         |       |       |
| 27. August | Anton Metternich                    | deutscher Kommunalpolitiker und ehrenamtlicher Landrat                                                 | 58    |       |
| 27. August | Ehmetjan Qasimi                     | uigurischer politischer Führer                                                                         | 35    |       |
| 27. August | Johannes Thabor                     | deutscher Politiker (SPD), MdR, MdL                                                                    | 70    |       |
| 27. August | Uemura Shōen                        | japanische Malerin                                                                                     | 74    |       |
| 28. August | Hermann Passen                      | deutscher Kommunalpolitiker (CDU), Oberbürgermeister von Krefeld                                       | 66    |       |
| 29. August | Bernhard von Eggeling               | deutscher Offizier und Militärattaché                                                                  | 77    |       |
| 29. August | Wilhelm Jaeger                      | deutscher Unternehmer und Politiker (DNVP, DKP-DRP), MdR                                               | 61    |       |
| 29. August | Wilhelm Jessen                      | deutscher Schulrektor, Heimatforscher und Archivar                                                     | 70    |       |
| 29. August | Franciszek Latinik                  | polnischer General                                                                                     | 85    |       |
| 30. August | Erwin Hölzerkopf                    | deutscher Politiker                                                                                    | 75    |       |
| 31. August | Etta Cone                           | US-amerikanische Kunstsammlerin                                                                        | 78    |       |
| 31. August | André-Louis Debierne                | französischer Chemiker                                                                                 | 75    |       |
| 31. August | Paul Höffer                         | deutscher Komponist                                                                                    | 53    |       |
| 31. August | Wolfgang Joseph Kostecky            | deutscher Kaufmann                                                                                     | 61    |       |
| 31. August | Hedwig Kym                          | Schweizer Lyrikerin und Frauenrechtlerin                                                               | 89    |       |
| 31. August | Nick Long Jr.                       | US-amerikanischer Tänzer und Schauspieler                                                              |       |       |
| 31. August | Adolf Saager                        | Schweizer Journalist und Schriftsteller                                                                | 70    |       |
|            | Fritz Aschinger                     | deutscher Gastronom                                                                                    | 54    |       |
|            | Hedwig Jarke                        | deutsche Künstlerin des Japonismus und des Jugendstils                                                 |       |       |
|            | Bernhard Siegenthaler               | Schweizer Sportschütze                                                                                 |       |       |

## September
| Tag           | Name                               | Beruf, bekannt als | Alter | Beleg |
| ------------- | ---------------------------------- | --- | ----- | ----- |
| 1. September  | Bruno Brockhoff                    | deutscher SED-Funktionär, MdL | 45    |       |
| 1. September  | Heinrich Coßmann                   | deutscher Politiker (DDP/DStP, SPD) und Verwaltungsjurist                                                                                       | 60    |       |
| 1. September  | Felice Galazzi                     | italienischer Radrennfahrer | 67    |       |
| 1. September  | Heinz Hohmann                      | deutscher Maler | 70    |       |
| 1. September  | Willy Küsters                      | deutscher Schriftsteller | 61    |       |
| 1. September  | Eusebius Lohmeier                  | deutscher römisch-katholischer Ordensmann, Missionar und Märtyrer                                                                               | 52    |       |
| 1. September  | Elton Mayo                         | australischer Soziologe | 68    |       |
| 1. September  | Heinrich Rönneburg                 | deutscher Pädagoge, Verwaltungsbeamter und Politiker (DDP, DStP, CDU), MdR, MdPR                                                                | 62    |       |
| 1. September  | Rosa Helene Schimpf                | deutsche Fabrikantengattin | 79    |       |
| 1. September  | Robert Walthour                    | US-amerikanischer Radrennfahrer | 71    |       |
| 2. September  | Jack Beasley                       | australischer Minister | 53    |       |
| 2. September  | Louis Chenard                      | französischer Unternehmer und Automobilrennfahrer                                                                                               | 61    |       |
| 2. September  | Augustinus von Galen               | Mönch, Priester und Gründer der Catholica Unio                                                                                                  | 78    |       |
| 2. September  | Ian Mackenzie                      | kanadischer Politiker | 59    |       |
| 2. September  | Marie Walter-Hüni                  | Schweizer Gewerkschafterin und Frauenrechtlerin                                                                                                 | 77    |       |
| 3. September  | Vilhelm Ekelund                    | schwedischer Dichter | 68    |       |
| 3. September  | Ilse von Heyden-Linden             | deutsche Malerin des Impressionismus | 66    |       |
| 3. September  | Rudolf Jeremias Kreutz             | österreichischer Schriftsteller | 73    |       |
| 4. September  | Paul Chocque                       | französischer Radsportler | 39    |       |
| 4. September  | Frank Croxton                      | US-amerikanischer Sänger (Bass) | 71    |       |
| 4. September  | Hermann August Eidmann             | deutscher Entomologe | 52    |       |
| 4. September  | Herbert Eulenberg                  | deutscher Schriftsteller | 73    |       |
| 4. September  | Wilhelm Lange-Eichbaum             | deutscher Psychiater | 74    |       |
| 4. September  | Gustav Roger Opočenský             | tschechischer Schriftsteller | 68    |       |
| 4. September  | Liberato Ribeiro Pinto             | portugiesischer Militär und Politiker | 68    |       |
| 4. September  | Wilhelm Struve                     | deutscher Mediziner und Politiker (FVg, FVP, DDP/DStP), MdR                                                                                     | 74    |       |
| 4. September  | Adriaan Joseph van Rossem          | US-amerikanischer Ornithologe | 56    |       |
| 5. September  | Dennis R. Hoagland                 | US-amerikanischer Pflanzenphysiologe und Bodenchemiker                                                                                          | 65    |       |
| 5. September  | Friedrich Hopfner                  | österreichischer Geodät, Geophysiker und Planetenforscher                                                                                       | 67    |       |
| 5. September  | Marius Lejeune                     | französischer Ruderer | 66    |       |
| 5. September  | August Müller                      | deutscher Mediziner und einer der Erfinder der Kontaktlinse                                                                                     | 85    |       |
| 5. September  | E. Robert Schmitz                  | französischer Pianist und Musikpädagoge | 60    |       |
| 6. September  | Lucien Descaves                    | französischer Schriftsteller | 88    |       |
| 7. September  | Hans Ellenberg                     | deutscher Orientalist und Journalist | 72    |       |
| 7. September  | Julius Galliner                    | Rabbiner | 77    |       |
| 7. September  | Kurt Leuchs                        | österreichischer Geologe und Paläontologe | 67    |       |
| 7. September  | José Clemente Orozco               | Begründer der zeitgenössischen mexikanischen Malerei                                                                                            | 65    |       |
| 8. September  | Anton Pointner                     | österreichischer Schauspieler | 64    |       |
| 8. September  | Richard Strauss                    | deutscher Komponist und Dirigent | 85    |       |
| 9. September  | Louis Dumaine                      | US-amerikanischer Jazz-Trompeter | 60    |       |
| 10. September | Wiley Blount Rutledge              | US-amerikanischer Richter | 55    |       |
| 10. September | John E. Weeks                      | US-amerikanischer Politiker | 96    |       |
| 10. September | Richard J. Welch                   | US-amerikanischer Politiker | 80    |       |
| 11. September | Henri Fromageot                    | französischer Jurist und Diplomat, Richter am Ständigen Internationalen Gerichtshof (1929–1942)                                                 | 85    |       |
| 11. September | Frédéric Lefèvre                   | französischer Journalist, Schriftsteller, Literaturkritiker und Literarhistoriker                                                               | 60    |       |
| 11. September | Henri Rabaud                       | französischer Komponist und Dirigent | 75    |       |
| 12. September | Walter Buch                        | deutscher Politiker, MdR, Vorsitzender des Parteigerichts der NSDAP, Reichsleiter                                                               | 65    |       |
| 12. September | Henry Thacker Burleigh             | US-amerikanischer klassischer Sänger (Bariton), Arrangeur und Komponist                                                                         | 82    |       |
| 12. September | Jak Bushati                        | römisch-katholischer Priester | 59    |       |
| 12. September | Carl Hamel                         | deutscher Arzt | 79    |       |
| 12. September | Anton Hausladen                    | deutscher Politiker der Kommunistischen Partei Deutschlands (KPD), Gewerkschaftsfunktionär und Widerstandskämpfer gegen den Nationalsozialismus | 55    |       |
| 12. September | Carl Meinecke                      | deutscher Chemiker und Elektrotechniker; Industrieller in Schlesien und Hannover                                                                | 76    |       |
| 12. September | Izabela Textorisová                | slowakische Botanikerin | 83    |       |
| 13. September | August Krogh                       | dänischer Arzt und Zoologe, Nobelpreisträger für Medizin                                                                                        | 74    |       |
| 14. September | Gottfried von Bismarck-Schönhausen | deutscher Politiker (NSDAP), MdR | 48    |       |
| 14. September | Pandeli Evangjeli                  | albanischer Politiker |       |       |
| 14. September | Frieda Hodapp                      | deutsche Pianistin und Schülerin von Max Reger                                                                                                  | 69    |       |
| 14. September | Ludwig Hohlwein                    | deutscher Plakatkünstler | 75    |       |
| 14. September | Eugen Ostermeier                   | deutscher römisch-katholischer Ordensmann, Missionar und Märtyrer                                                                               | 63    |       |
| 14. September | Julius Schuster                    | deutscher Botaniker, Paläobotaniker und Wissenschaftshistoriker                                                                                 | 63    |       |
| 15. September | Erhard Heldmann                    | deutscher Politiker (BDV), MdBB | 41    | [ 1 ] |
| 15. September | Franz Betschart                    | Schweizer Schwinger |       |       |
| 15. September | Philip Cohen                       | US-amerikanischer Gangster in New York City und Mitglied der Kosher Nostra                                                                      |       |       |
| 15. September | LeRoy Stone                        | US-amerikanischer Filmeditor | 55    |       |
| 16. September | Robert Findeis                     | österreichischer Eisenbahnbauer und Hochschullehrer                                                                                             | 72    |       |
| 16. September | Johannes Häußler                   | deutscher Politiker | 69    |       |
| 16. September | Joanny Thévenoud                   | französischer römisch-katholischer Geistlicher, Missionar und apostolischer Vikar in Ouagadougou                                                | 71    |       |
| 17. September | Gustav Bundt                       | deutscher Arzt, Medizinalbeamter und Politiker (DNVP), MdL                                                                                      | 82    |       |
| 17. September | Hermann Grupe                      | deutscher Schriftsteller | 67    |       |
| 17. September | Kurt Hegner                        | deutscher Ingenieur und Rationalisierungsfachmann                                                                                               | 66    |       |
| 17. September | Hans Hoffmann                      | hessischer Politiker (Zentrum) | 69    |       |
| 18. September | Vigo Andersen                      | dänischer Fußballtorhüter | 65    |       |
| 18. September | Heinrich Hergert                   | deutscher Fußballspieler | 45    |       |
| 18. September | Frank Morgan                       | US-amerikanischer Film- und Theaterschauspieler                                                                                                 | 59    |       |
| 18. September | Theodor Zöckler                    | deutscher evangelischer Pfarrer | 82    |       |
| 19. September | Robert Poirier                     | französischer Infanterist, Flieger, Mitglied der Résistance, Unternehmer und Automobilrennfahrer                                                | 54    |       |
| 19. September | Nikos Skalkottas                   | griechischer Komponist | 45    |       |
| 19. September | Felix Speiser                      | Schweizer Ethnologe | 68    |       |
| 20. September | Richard Dix                        | US-amerikanischer Film- und Theaterschauspieler sowie Filmproduzent                                                                             | 56    |       |
| 20. September | Walter Riedel                      | deutscher Kommunalpolitiker (NSDAP) | 52    |       |
| 21. September | Hugo Keuerleber                    | deutscher Architekt und Hochschullehrer | 66    |       |
| 22. September | Josef Blumrich                     | österreichischer Lehrer und naturwissenschaftlicher Heimatforscher                                                                              | 84    |       |
| 22. September | Gustave De Schryver                | belgischer Radrennfahrer | 58    |       |
| 22. September | Karl von Greyerz                   | reformierterer Pfarrer, religiöser Sozialist und Kirchenlieddichter                                                                             | 79    |       |
| 22. September | Kassian Haid                       | österreichischer Geistlicher und der 75. Generalabt des Zisterzienserordens                                                                     | 69    |       |
| 22. September | Kim Jong-suk                       | nordkoreanische Ehefrau Kim Il-sungs und Mutter Kim Jong-ils                                                                                    | 31    |       |
| 22. September | Wilhelm Marotzke                   | deutscher Ministerialbeamter und Wirtschaftsfunktionär                                                                                          | 52    |       |
| 22. September | Karl Vohwinkel                     | deutscher Dermatologe und Hochschullehrer | 49    |       |
| 22. September | Sam Wood                           | US-amerikanischer Filmregisseur | 66    |       |
| 23. September | Pierre de Bréville                 | französischer Komponist | 88    |       |
| 23. September | Josef Hollenstein                  | österreichischer Politiker (CSP), Landtagsabgeordneter zum Vorarlberger Landtag                                                                 | 86    |       |
| 23. September | Hugo von Kayser                    | deutscher General der Kavallerie | 76    |       |
| 23. September | Paul Marc                          | deutscher Byzantinist | 71    |       |
| 23. September | Enno Russell                       | deutscher Jurist im Bankwesen | 80    |       |
| 24. September | John M. Gillette                   | US-amerikanischer Theologe und Soziologe | 83    |       |
| 24. September | Enrico Guazzoni                    | italienischer Filmregisseur, Ausstatter, Drehbuchautor und Filmproduzent                                                                        | 73    |       |
| 24. September | Wendelin Leonhardt                 | deutscher Architekt | 76    |       |
| 24. September | Edward Owen                        | britischer Langstreckenläufer | 62    |       |
| 24. September | Henry Petersen                     | dänischer Leichtathlet | 48    |       |
| 24. September | Alois Schenk                       | deutscher Kirchenmaler | 61    |       |
| 25. September | Ernst Georg Baars                  | deutscher evangelischer Theologe | 84    |       |
| 25. September | A. F. Maciejewski                  | US-amerikanischer Politiker | 56    |       |
| 25. September | Henri Manguin                      | französischer Maler | 75    |       |
| 25. September | Pauline Suij                       | niederländische Künstlerin | 86    |       |
| 25. September | Gantscho Zenow                     | bulgarischer Historiker | 79    |       |
| 26. September | Roman Becker                       | deutscher Politiker (SPD), MdR | 70    |       |
| 26. September | Joseph Maria Benedikt Clauß        | deutscher katholischer Priester und Archivar | 81    |       |
| 26. September | Hermann Krose                      | deutscher römisch-katholischer Theologe und Statistiker                                                                                         | 82    |       |
| 26. September | Blanca Estela Pavón                | mexikanische Schauspielerin | 23    |       |
| 26. September | Alessandro Riboli                  | italienischer Organist und Komponist | 62    |       |
| 27. September | Otto Tillkes                       | deutscher Maler | 65    |       |
| 28. September | Nancy Dalberg                      | dänische Komponistin | 68    |       |
| 28. September | Émile Eddé                         | libanesischer Politiker | 65    |       |
| 28. September | Ernst Christian Pfannschmidt       | deutscher Maler und Illustrator | 80    |       |
| 28. September | Josef Schmidt                      | banatschwäbischer römisch-katholischer Geistlicher und Märtyrer                                                                                 | 73    |       |
| 28. September | Karl Sundman                       | finnischer Mathematiker | 75    |       |
| 29. September | Léon Frapié                        | französischer Schriftsteller | 86    |       |
| 30. September | Heinrich Tiaden                    | deutscher Schriftsteller | 76    |       |
| 30. September | Kurt Warnekros                     | deutscher Gynäkologe | 66    |       |
|               | Ernest J. Bellocq                  | US-amerikanischer Fotograf |       |       |